# Lysander Spooner
Lysander Spooner (19. ledna 1808 Athol – 14. května 1887 Boston) byl americký spisovatel, právník a filozof, představitel deismu, libertarianismu a anarchismu.
Vyrostl na rodinné farmě v Massachusetts, byl druhý z devíti dětí a dostal jméno podle spartského krále Lýsandra. Otevřel si ve Worcesteru advokátní kancelář, ačkoli nesplňoval tehdejší podmínky ohledně délky studia a praxe. Napadl tento požadavek jako diskriminaci nemajetných lidí, kteří si nemohou dovolit trávit čas na univerzitě, a podařilo se mu skutečně dosáhnout změny zákona. Pak se pokoušel spekulovat s pozemky, ale o investice ho připravila panika roku 1837. V roce 1844 založil firmu American Letter Mail Company, která se měla stát levnou konkurencí státní pošty, vleklé soudní spory s monopolem však vedly k jejímu zániku.
Jeho myšlenky vycházejí z krajního individualismu a upřednostňování přirozeného práva, hlavní autoritou byl pro něj logický rozum. Patřil k významným abolicionistům a vydal knihu The Unconstitutionality of Slavery (Neústavnost otroctví), zároveň však hájil právo jižanských států oddělit se od Unie. Byl členem První internacionály a přispíval do časopisu Liberty, který vydával Benjamin Tucker. Sympatizoval rovněž s následovníky Williama Millera, kteří v očekávání konce světa odmítali pracovat.
Ke Spoonerovi jako zásadnímu odpůrci práva státu na vybírání daní se hlásí anarchokapitalisté, zatímco radikální levice z jeho myšlenek zdůrazňuje hlavně odmítání námezdní práce a bankovního systému.